# Syngenopsyllus lui
Syngenopsyllus lui är en loppart som beskrevs av Li Kuei-chen 1995. Syngenopsyllus lui ingår i släktet Syngenopsyllus och familjen fågelloppor. Inga underarter finns listade i Catalogue of Life.